# NGC 5662
NGC 5662 هيَ عنقود مفتوح تتواجد في كوكبة قنطورس. اكتشفها عالم الفلك الفرنسي نيكولاس لويس دو لكيل في 17 مايو 1752 في جنوب أفريقيا.